# Judo-Europameisterschaften der Frauen 1979
Die Judo-Europameisterschaften 1979 der Frauen fanden am 5. und 6. April in Kerkrade statt.
Die Mannschaft aus dem Gastgeberland gewann zwei Silbermedaillen nach einer Bronzemedaille im Vorjahr. Gerda Winklbauer und Barbara Claßen gewannen ihren zweiten Titel in Folge, Christiane Kieburg ihren vierten Titel und Edith Hrovat siegte bei den fünften Europameisterschaften zum fünften Mal.

## Ergebnisse
| Gewichtsklasse                 | Gold               | Silber              | Bronze                               |
| ------------------------------ | ------------------ | ------------------- | ------------------------------------ |
| Superleichtgewicht (bis 48 kg) | Edith Bouthemy     | José Homminga       | Heidi Grimm Paola Napolitano         |
| Halbleichtgewicht (bis 52 kg)  | Edith Hrovat       | Hennie Matteman     | Bridgette McCarthy Sacramento Moyano |
| Leichtgewicht (bis 56 kg)      | Gerda Winklbauer   | Elisabetta Ricciato | Rebecca Ljungbergh Sylviane Trucios  |
| Halbmittelgewicht (bis 61 kg)  | Brigitte Deydier   | Dawn Netherwood     | Laura Di Toma Ingrid Berg            |
| Mittelgewicht (bis 66 kg)      | Marie-France Mill  | Maureen Bennett     | Karin Krüger Muriel Iglesias         |
| Halbschwergewicht (bis 72 kg)  | Jocelyne Triadou   | Judith Salzmann     | Susanne Litscher Barbara Claßen      |
| Schwergewicht (über 72 kg)     | Christiane Kieburg | Margherita De Cal   | Margit Schmutzer Muriel Samery       |
| Offene Klasse                  | Barbara Claßen     | Catherine Pierre    | Giovanna Parenti Avril Malley        |

## Medaillenspiegel
| Rang | Land                   | Gold | Silber | Bronze | Gesamt |
| ---- | ---------------------- | ---- | ------ | ------ | ------ |
| 1    | Frankreich             | 3    | 1      | 3      | 7      |
| 2    | BR Deutschland         | 2    | –      | 4      | 6      |
| 3    | Österreich             | 2    | –      | 2      | 4      |
| 4    | Belgien                | 1    | –      | –      | 1      |
| 5    | Italien                | -    | 2      | 3      | 5      |
| 6    | Vereinigtes Königreich | -    | 2      | 2      | 4      |
| 7    | Niederlande            | –    | 2      | –      | 2      |
| 8    | Schweiz                | –    | 1      | –      | 1      |
| 9    | Schweden               | –    | –      | 1      | 1      |
| 9    | Spanien                | –    | –      | 1      | 1      |
|      | Total                  | 8    | 8      | 16     | 32     |